# Předseda vlády Nizozemska
Předseda vlády Nizozemska (nizozemsky: Minister-president van Nederland) je hlava výkonné moci nizozemské vlády. Ačkoli je panovník de iure hlavou vlády, předseda vlády de facto zastává tuto roli jako úředník, který předsedá Radě ministrů a koordinuje její politiku se zbytkem vlády. Premiér ve své roli předsedy vlády také zastupuje Nizozemsko v Evropské radě. Současný úřadující premiér Dick Schoof je ve funkci od 2. července 2024, kdy byla inaugurována také jeho vláda.

## Historie
Postupně se předseda vlády stal oficiální funkcí vládního vůdce, kterou převzal politický vůdce největší strany. Od roku 1845 je role prvního ministra relevantní. V uvedeném roce byla ústava Nizozemska pozměněna tak, aby ministři odpovídali parlamentu a již nebyli odpovědni králi, který působil jako hlava kabinetu. Do roku 1901 se pozice předsedy Rady ministrů oficiálně střídala mezi ministry. V letech 1901 až 1945 se pozice formálně stále střídala, ale prominentní politici si mohli nárokovat rotační období čtyř let.
V roce 1937 bylo zavedeno samostatné ministerstvo pro všeobecné záležitosti, které bylo neformálně spojeno s předsedou vlády. Barend Biesheuvel (1971–1974) byl posledním předsedou vlády, který nebyl politickým vůdcem největší strany v kabinetu (jeho byla ve skutečnosti třetí největší), až do jmenování Dicka Schoofa (2024–dosud), nezávislého politika, který byl zvolen do vedení pravicové koalice. V roce 1983 byla funkce předsedy vlády stanovena ústavou.
Postavení předsedy vlády bylo posíleno vytvořením Evropské rady. V listopadu 2006 byl změněn jednací řád Rady ministrů, aby umožnil předsedovi vlády zařadit jakýkoli bod na pořad jednání rady a nečekat na převzetí iniciativy ministra. Změna jednacího řádu vlády v červenci 2008 umožnila předsedovi vlády řídit náklady královského rodu napříč resorty, aby jeden útvar kontroloval náklady královského rodu, které hradí několik ministerstev.

## Role
Přestože je předseda vlády přední nizozemskou politickou osobností a hlavou de facto nejvyššího úřadu, nejsou tak silní jako například britský předseda vlády nebo německý kancléř. Je to hlavně proto, že historicky byli všichni nizozemští ministři odpovědní panovníkovi (platí i pro premiéry v jiných zemích); ministři se střídali, aby obsadili místo předsedy vlády, a v roli měli jen malou, pokud vůbec nějakou kontrolu nad ostatními ministry. Role předsedy vlády nabyla na důležitosti, když se ministři stali odpovědnými parlamentu, a pozice se stala většinou vyhrazena vůdci největší politické strany ve Sněmovně reprezentantů. Přesto, že pozice má omezené pravomoci ve srovnání s ekvivalentem v ostatních sousedních parlamentních demokraciích, je role předsedy vlády popsána jako primus inter pares („první mezi rovnými“).

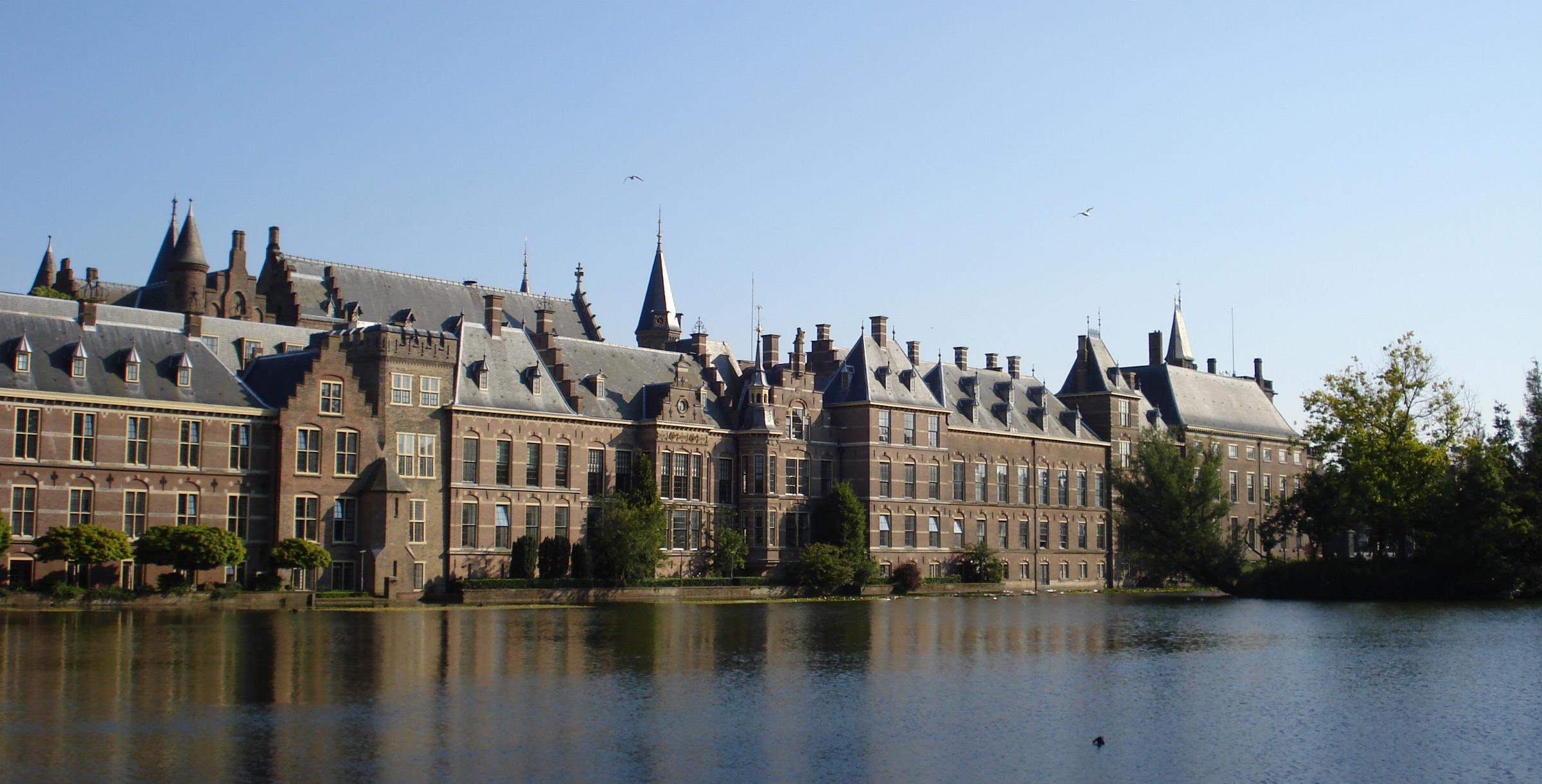
Ministerstvo všeobecných záležitostí v Binnenhofu v Haagu. Kancelář předsedy vlády, „Het Torentje“, je středolevá osmiboká věž.

Po ústavní revizi z roku 1983 byla v nizozemské ústavě poprvé formalizována pozice předsedy vlády. Podle nizozemské ústavy vládu tvoří král a ministři. Ústava stanovuje, že předseda vlády předsedá Radě ministrů (článek 45) a je jmenován královským dekretem (článek 43). Královský dekret o jmenování ostatních ministrů musí být podepsán předsedou vlády (článek 48). Král se již neúčastní zasedání Rady ministrů.
Předseda vlády předsedá týdenním zasedáním Rady ministrů a má pravomoc stanovit agendu těchto setkání. Předseda vlády je také ministr pro všeobecné záležitosti (Ministr van Algemene Zaken) a hraje důležitou roli při koordinaci politiky a odpovídá za vládní informační službu (nizozemsky: Rijksvoorlichtingsdienst). 
Předseda vlády je také odpovědný za královský rod a má týdenní setkání s králem ohledně vládní politiky. Premiér neformálně funguje jako „tvář“ kabinetu pro veřejnost. Po pátečních jednáních kabinetu pořádá předseda vlády tiskovou konferenci o rozhodnutích kabinetu a aktuálních záležitostech. Předseda vlády má také některé funkce v mezinárodních záležitostech, každých šest měsíců se účastní zasedání Evropské rady a udržuje dvoustranné kontakty. Kancelář předsedy vlády je od 80. let 20. století osmiboká věž s názvem „Malá věž“ (Torentje) v Binnenhofu v Haagu. Oficiální rezidence (která se používá pouze pro úřední funkce) je Catshuis; posledním předsedou vlády, který žil v Catshuisu, byl Dries van Agt. Během své vlády žil Mark Rutte v bytě v centru Haagu. Premiér má ochranku, jejíž kapacita byla v roce 2021 navýšena kvůli obavám z únosu.
Přestože jsou předsedové vlády téměř vždy politickým vůdcem své strany a jako takoví jsou zvoleni za člena Sněmovny reprezentantů, musí se (a další ministři, kteří byli vybráni jako zástupci) po dobu svého funkčního období vzdát svého křesla, protože nizozemští ministři nesmějí být členy parlamentu.

### Jmenování
Nizozemský volební systém téměř znemožňuje, aby jedna strana získala naprostou většinu ve Sněmovně reprezentantů; žádná strana tak od roku 1900 neučinila. Nizozemské vlády jsou tedy vždy koalice mezi dvěma nebo více stranami. Po posledních volbách Sněmovna jmenovala „zvěda“, který hledá, jak interpretovat výsledky voleb (tato role byla před rokem 2012 koordinovaná panovníkem). Na základě této rady jmenuje sněmovna informátora, který kontroluje budoucí koalice a vede jednání mezi potenciálními partnery. Pokud bude sněmovna úspěšná, jmenuje formátora, který uzavře rozhovory mezi členy budoucí koalice. Formátor je téměř vždy vůdcem největší strany v budoucí koalici, a tedy de facto nominovaný předseda vlády. Před rokem 2012 měl panovník v tomto procesu značnou roli zejména v počátečních fázích a při jmenování informátorů a formátorů. Reformy v roce 2012 převedly tyto úkoly na Sněmovnu reprezentantů, čímž do značné míry eliminovaly královský vliv na proces.
Obvykle trvá několik měsíců vyjednávání, než je formátor připraven přijmout formální královské pozvání k sestavení vlády. Panovník poté jmenuje ministry a státní tajemníky (mladší ministry), kteří poté rezignují na svá místa ve sněmovně nebo na jinou práci, pokud jsou jmenováni, aniž by byli zastupiteli.
Seniorní místopředseda vlády Nizozemska je obvykle z druhé největší koaliční strany. Pokud je v koalici více stran, zpravidla také každá jmenuje jednoho ze svých ministrů místopředsedy vlády.

### Místopředsedové vlády
Král jmenuje místopředsedy vlády. Všichni menší partneři v koalici obvykle dostávají jednoho místopředsedu vlády; jsou řazeni podle velikosti příslušných stran. Pokud není přítomen předseda vlády, předsedá schůzi vlády. V současné Schoofově vládě těmto schůzím předsedá Fleur Agemaová jako první místopředsedkyně vlády Nizozemska, přičemž dalšími místopředsedy jsou Sophie Hermansová, Eddy van Hijum a Mona Keijzerová. Nejstarší člen kabinetu předsedá schůzi, když chybí předseda vlády a všichni místopředsedové.

### Nizozemské království
Předseda vlády je také předsedou Rady ministrů Nizozemského království, a proto se také zabývá záležitostmi, které se dotýkají ostatních zemí v království; Aruby, Curaçaa a Sint Maartenu. Nezávislé kabinety Aruby, Curaçaa a Sint Maartenu mají také své vlastní ministerské předsedy: Evelyn Wever-Croes (předsedkyně vlády Aruby), Gilmar Pisas (předseda vlády Curaçaa) a Luc Mercelina (předseda vlády Sint Maartenu). Rada ministrů Nizozemského království zahrnuje zplnomocněného ministra z ostatních zemí království. Ti nejsou zahrnuti ve vládě Království.